# 火索麻
火索麻（学名：[Helicteres isora] 错误：{{Lang}}：文本有斜体标记（帮助）），为錦葵科山芝麻属下的一个植物种。